# Los Angeles Asian Pacific Film Festival
Le Los Angeles Asian Pacific Film Festival (LAAPFF) – anciennement connu sous le nom de VC FilmFest – est un festival de cinéma annuel présenté par Visual Communications (VC) et se déroulant à Los Angeles aux États-Unis.

## Présentation
Le festival est créé en 1983 par Linda Mabalot comme véhicule de promotion du cinéma asiatique, américain et international. Le festival remplit une mission unique en mettant en lumière les visions et les voix des peuples et du patrimoine de l’Asie-Pacifique. Le festival a lieu à Los Angeles en mai, qui est le mois du patrimoine américain d'origine asiatique et pacifique.
Le festival est le plus grand du sud de la Californie consacré à la présentation de films réalisés par et sur les Asiatiques et les insulaires du Pacifique. Il présente environ 150 films et œuvres médiatiques, y compris des soirées d'ouverture et de clôture, une présentation centrale, des panels, des ateliers et des événements spéciaux.

## Histoire
Le Festival a commencé à travailler avec le département cinéma de l'UCLA. C'est l'une des plus grandes vitrines du cinéma asiatique et américain d'origine asiatique aux États-Unis. En 2003, le festival, organisé sur plusieurs sites autour de Los Angeles, a attiré 10 000 personnes sur sept jours au début du mois de mai 2003.
Le festival propose deux catégories de prix, une pour l'Amérique du Nord et l'autre pour l'international.